# Сент-Андру (графство)
Сент-Андру (англ. Saint Andrew) — бывшее графство на территории Тринидада и Тобаго. 

## География и административное деление
Площадь графства составляла 740 кв. километров. Граничило с графствами Сэнт-Джордж, Сент-Дэвид и Нарива, а также имело выход в Атлантический океан. 
Регион делился на пять уордов:
- Валенсия
- Манзанилла
- Матура
- Туруре
- Тамана[2]

## Разделение
В 1990 году после реформы все графства были упразднены, а территории графств Сент-Андру и Сент-Дэвид были объединены в регион Сангре-Гранде.